# Il prigioniero

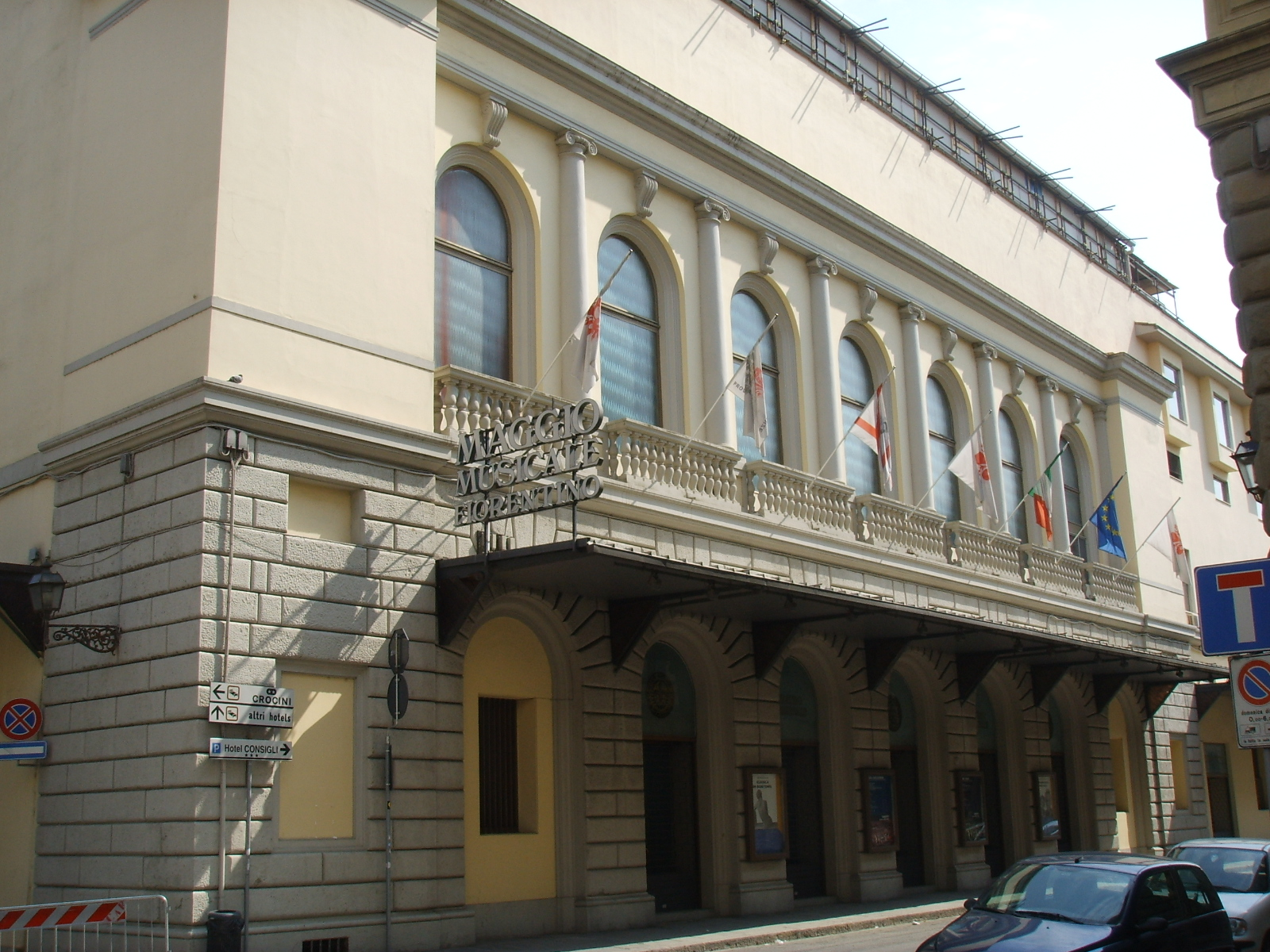
Teatro Comunale in Florenz - Ort der szenischen Uraufführung (1950)

Il prigioniero (deutsch: Der Gefangene) ist eine Oper in einem Prolog und einem Akt von Luigi Dallapiccola, der auch das Libretto schrieb. Dieses basiert auf der Erzählung La torture par l’espérance von Auguste de Villiers de L’Isle-Adam und dem Roman La légende d’Ulenspiegel et de Lamme Goedzak (Die Legende und die heldenhaften, fröhlichen und ruhmreichen Abenteuer von Ulenspiegel und Lamme Goedzak) von Charles De Coster. Die konzertante Uraufführung erfolgte am 1. Dezember 1949 durch die Radiotelevisione Italiana Turin. Szenisch wurde das Werk erstmals am 20. Mai 1950 im Teatro Comunale in Florenz gespielt.

## Inhalt
Die Oper spielt im Spanien des 16. Jahrhunderts in einem Gefängnis der Inquisition.

### Prolog
Die Mutter wartet darauf, ihren gefangenen Sohn im Gefängnis zu besuchen. Eine innere Stimme sagt ihr, dass es das letzte Mal sein wird. Sie singt von einem Traum, der ihr immer wieder den Schlaf raubt. In diesem Traum erscheint ihr König Philipp am Ende eines finsteren Gewölbes. Er kommt auf sie zu und verwandelt sich in den Tod. Der Chor von außen beendet den Prolog.

### Erster Akt
1. Bild. Unterirdische Zelle mit Strohlager und Folterbank
Der Gefangene in der Zelle erzählt seiner Mutter von seinen Schmerzen und von der Folter, aber auch vom Kerkermeister, der ihn „Bruder“ nannte und ihm damit die Hoffnung auf Freiheit zurückgebracht hat. Sie werden vom Kerkermeister unterbrochen.
2. Bild. Dieselbe Gefängniszelle
Der Kerkermeister erscheint in der Zelle und macht dem Gefangenen Hoffnung: In Flandern erhebe sich die Revolte. Die Glocke Roelandt könne bald wieder klingen und König Philipp und dem Großinquisitor den Untergang verkünden. Der Kerkermeister verlässt die Zelle, lässt aber die Zellentür einen Spalt offen. Der Gefangene kann sein Glück kaum fassen und schlüpft durch die offene Gefängnistür.
3. Bild. Unterirdische Gewölbe, von bläulichem Licht schwach erhellt
Die langen Gewölbe erinnern an den Traum der Mutter aus dem Prolog. Der Gefangene ist auf der Flucht. Es sieht einen „Fra Redemptor“ und kann sich ungesehen vor ihm verstecken. Zwei im theologischen Gespräch vertiefte Priester laufen an ihm vorbei, sehen ihn aber auch nicht. Der Gefangene meint, frische Luft spüren zu können. Als er eine Glocke hört, glaubt er, es sei die Glocke Roelandt. Er wähnt sich am Ziel und in Freiheit. Der Chor beendet die dritte Szene.
4. Bild. Großer Garten, Sternenhimmel
Der Gefangene meint, entkommen zu sein und bewegt sich auf eine große Zeder zu. Er will die Zeder umarmen. Die Arme des Großinquisitor tauchen aus der Zeder auf und nehmen ihn wieder gefangen. Er erkennt in dem Großinquisitor den Kerkermeister wieder, der ihn die ganze Zeit getäuscht hat. Die Hoffnung wird zur letzten Form der Folter. Ohne Gegenwehr lässt sich der Gefangene zum Scheiterhaufen führen.

## Instrumentation
Die Orchesterbesetzung der Oper enthält die folgenden Instrumente:
- Holzbläser: drei Flöten (3. auch Piccolo), zwei Oboen, Englischhorn, Es-Klarinette, zwei Klarinetten, Bassklarinette, Altsaxophon in Es, Tenorsaxophon in B, zwei Fagotte, Kontrafagott
- Blechbläser: vier Hörner, drei Trompeten, zwei Tenorposaunen, Bassposaune, Basstuba
- vier Pauken (zwei Spieler), Schlagzeug: hängendes Becken, auf große Trommel aufgeschnalltes Becken, zwei Becken, kleines, mittleres und großes Tamtam, kleine Trommel, Militärtrommel, Trommel, große Trommel
- Vibraphon, Xylophon, Celesta, Glockenspiel
- Klavier
- zwei Harfen
- Streicher
- Bühnenmusik: zwei Trompete, Posaune, drei Glocken, Orgel